# Champollion (cráter)
Champollion es un cráter de impacto situado en la cara oculta de la Luna, al norte-noreste del cráter de mayor tamaño Shayn, y al sur-sureste de Chandler.
|  |

Fuertemente dañado por impactos posteriores, ahora es una depresión muy deteriorada en la superficie lunar. Un cráter sin nombre se superpone el borde oriental, y la pared interna restante presenta una incisión a lo largo de gran parte de su circunferencia por impactos menores. Una de estas formas es un canal que se interseca con la pared interna del lado norte, y que casi alcanza el centro del cráter.

## Cráteres satélite
Por convención estos elementos son identificados en los mapas lunares poniendo la letra en el lado del punto medio del cráter que está más cerca de Champollion.
|             | \| Champollion \| Coordenadas \| Diámetro \| \| ----------- \| ------------------------------ \| -------- \| \| A \| 41°06′N 177°06′E / 41.1, 177.1 \| 27 km \| \| F \| 37°18′N 177°48′E / 37.3, 177.8 \| 21 km \| \| K \| 36°30′N 176°24′E / 36.5, 176.4 \| 22 km \| \| Y \| 40°48′N 174°42′E / 40.8, 174.7 \| 22 km \| |          |
| Champollion | Coordenadas | Diámetro |
| A           | 41°06′N 177°06′E / 41.1, 177.1 | 27 km    |
| F           | 37°18′N 177°48′E / 37.3, 177.8 | 21 km    |
| K           | 36°30′N 176°24′E / 36.5, 176.4 | 22 km    |
| Y           | 40°48′N 174°42′E / 40.8, 174.7 | 22 km    |